# Marcel Wüst
Marcel Wüst (nacido el 6 de agosto de 1967 en Colonia) es un exciclista alemán, profesional entre los años 1988 y 2001, durante los cuales consiguió 120 victorias.
Su especialidad eran los sprints masivos. Destacó, sobre todo, en la Vuelta a España, donde logró doce triunfos de etapa. Wüst también logró vencer en etapas del Giro de Italia y Tour de Francia.
Tras retirarse fue director deportivo del equipo Team Coast durante la temporada 2002 y primeros meses de 2003.

## Palmarés
| 1988 (como amateur) - 2 etapas del Tour de Loir-et-Cher - 2 etapas Vuelta NRW - 1 etapa Hessenrundfahrt - 1 etapa del Giro del Valle de Aosta - Gran Premio Waregem 1989 - 1 etapa del Circuito de la Sarthe - 1 etapa del Tour de l'Oise 1990 - 1 etapa de la Vuelta a Burgos - 1 etapa del Circuito de la Sarthe - 1 etapa de la París-Bourges 1991 - 3 etapas del Herald Sun Tour - 2 etapas de la Ruta del Sur - 1 etapa del Tour de Poitou-Charentes 1992 - 1 etapa del Midi Libre - 4 etapas de la Ruta del Sur - 3 etapas del Herald Sun Tour - 1 etapa del Tour del Porvenir 1993 - 1 etapa de la Vuelta a Burgos - 1 etapa de la Volta a Cataluña - G. P. de Denain - À travers le Morbihan - 2 etapas del Herald Sun Tour 1994 - 1 etapa del Dauphiné Libéré - 1 etapa del Herald Sun Tour 1995 - 3 etapas de la Vuelta a España - 1 etapa del Herald Sun Tour - 1 etapa del Clásico RCN | 1996 - 1 etapa de la Volta a Cataluña - 2 etapas del Tour DuPont - 2 etapas de la Vuelta a La Rioja - 1 etapa de la Vuelta a Castilla y León 1997 - 3 etapas de la Vuelta a España - 1 etapa del Giro de Italia - 1 etapa de la Vuelta a Burgos - 1 etapa de la Ruta del Sur 1998 - 6 etapas de la Vuelta a Chile - 1 etapa del Circuito de la Sarthe - 2 etapas de la Vuelta a España - 1 etapa de la Vuelta a Burgos - Circuito de Guecho 1999 - 4 etapas de la Vuelta a España - 2 etapas de la Vuelta a Aragón - 1 etapa de la Semana Catalana - 1 etapa de la Vuelta a Galicia - 1 etapa de la Vuelta a Burgos 2000 - 4 etapas del Circuito de la Sarthe - 1 etapa del Tour de Francia - 1 etapa de la Vuelta a Aragón - 1 etapa de la Vuelta a Alemania |

## Equipos
- RMO (1988-1992)
- Novemail (1993-1994)
- Le Groupement (1995)
- Castellblanch/Mx Onda (1995-1996)
  - Castellblanch (1995)
  - Mx Onda (1996)
- Festina (1997-2001)